# Axel Syrios
Axel Syrios，是Holostars所属的一位英語虚拟主播，於2022年7月24日出道。

## 人物概述
Axel Syrios 是Holostars EN冒險者公會（TEMPUS）的成員。外觀設定是一位鬥犬，角色設定是一位競技場老闆，本來只是基於興趣加入「TEMPUS」，但待在團體的生活意外的讓他感到十分舒適。雖然說他有著動口不如先動手的個性，但事情到最後總是能順利解決。
Axel Syrios 的角色設計者為。直播內容以電子遊戲和歌曲為主。

## 活動歷史
Axel Syrios 於2022年7月24日，進行初配信，並在同日youtube頻道達成10萬訂閱。
2024年2月4日，公布3D模型並進行直播。

## 音樂作品

### holostar English -TEMPUS-
|      | 發布日期      | 樂曲名稱         | 數位媒體規格產品編號 | 備註   |
| ---- | ------------- | ---------------- | -------------------- | ------ |
| 單曲 |               |                  |                      |        |
| 1    | 2022年8月13日 | Top of the World | CVRD-193             | [ 10 ] |
| 2    | 2023年9月12日 | Woven Fates      | CVRD-327             | [ 11 ] |
| 3    | 2023年9月12日 | FLEX             | CVRD-329             | [ 12 ] |
| 4    | 2024年8月23日 | Unchained        | CVRD-464             | [ 13 ] |

## 外部連結
- Axel Syrios在holostars的官方主頁 （日語）
- YouTube上的Regis Altare Ch. HOLOSTARS-EN頻道（英文）
- Axel Syrios的X（前Twitter）